# オリオン (製薬会社)
オリオン (芬: Orion Oyj、英: Orion Corporation) は、フィンランド・エスポーに本拠を置き、医薬品および医薬品有効成分の開発・販売を行う多国籍企業。ナスダック・ヘルシンキ上場企業（Nasdaq Nordic ORNAV、Nasdaq Nordic ORNBV）。

## 沿革
1917年に薬剤師のOnni Turpeinen、Wikki Walkama、Eemil Tuuralaによって、ヘルシンキ中心部のクルーヌンハカで設立された。最初のヒット製品は人工甘味料であったが、1934年にヴァリラ地区に移転、1937年にはワクチンの製造を開始し、フィンランド最大の製薬工場となった。1962年、エスポーに新たな製薬工場を開設、1970年代初頭に海外市場に参入し、1984年には本社をヘルシンキからエスポーに移転、1995年に株式上場企業となった。
2003年にオリオンが開発し特許を取得したパーキンソン病治療薬である「スタレボ」の販売を開始した。2017年、日本の製薬会社であるエーザイの中国市場におけるマーケティングおよび販売に関するライセンス契約を締結した。
売上としては、フィンランド国内が3割弱、フィンランド以外のヨーロッパ諸国が4割弱、北米が15％前後となっている。

## 日本法人
日本法人の「オリオンファーマ・ジャパン株式会社」は2024年に設立され、日本国内でノバルティスが保有していたスタレボの販売承認を承継、また経皮吸収エストラジオール製剤であるディビゲルの販売承認をサンファーマから承継した。東京（千代田区）にオフィスを持つ。